# Transistor bipolar

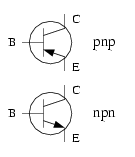
Símbol per als BJT de tipus PNP i NPN.

Un transistor bipolar (BJT, de l'anglès bipolar junction transistor) és un tipus de transistor, un dispositiu que pot funcionar com amplificador o commutador fet amb semiconductors dopats. El BJT està compost per diverses capes de material dopat, ja siga NPN o PNP. El centre de la secció s'anomena la base del transistor. Variant el corrent entre la base i un terminal anomenat emissor, es pot variar el corrent que flueix entre l'emissor i el tercer connector anomenat col·lector, fent que el senyal aparegui amplificat en eixe terminal. Els BJTs poden plantejar-se com a resistències controlades per voltatge. La seua funció habitual és la de servir com a amplificadors de corrent.
Conceptualment, hom pot entendre un transistor bipolar com a dos díodes col·locats de forma oposada. En estat normal, la unió emissor-base està polaritzada en directa i la unió base-col·lector està polaritzada en inversa. En un transistor de tipus NPN, per exemple, els electrons de l'emissor s'escampen (o es difonen) a la base. Aquests electrons en la base estan en minoria (hi ha una gran quantitat de forats electrònics) per a recombinar-se. La base sempre es fa prou fina perquè la majoria d'electrons es difonguen pel col·lector abans que es recombinen amb els forats. La unió col·lector-base està polaritzada en inversa per a evitar el flux de forats, però els electrons es troben amb un camí més fàcil: són escombrats cap al col·lector pel camp elèctric que envolta la unió. La proporció d'electrons capaços d'evitar "l'aspiració" de la base i arribar al col·lector és molt sensible al corrent que passa a través de la base. D'ací que un mínim canvi en el corrent de la base puga convertir-se en un gran canvi en el flux d'electrons entre l'emissor i el col·lector. Per exemple el radi d'aquests corrents (Ic÷Ib normalment anomenada β) en alguns transistors bipolars és de 100 o més.

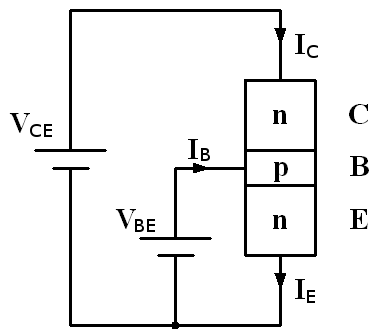
Estructura i us d'un transistor NPN

El diagrama que s'acompanya és una representació esquemàtica d'un transistor NPN connectat amb dos fonts de voltatge. Per fer que el transistor condueixca un corrent de C a E, s'aplica un voltatge menut (al voltant dels 0,7 volts en cas de BJT de silici, 0,4 volts en cas de BJT de germani ) en la unió base-emissor. Aquest voltatge s'anomena {\displaystyle V_{BE}}. Açò fa que la unió p-n superior condueixca, permetent que un corrent major {\displaystyle I_{C}} flueixca al col·lector. El corrent total que flueix cap a dins del transistor serà per tant el corrent base {\displaystyle I_{B}} més el corrent del col·lector {\displaystyle I_{C}}. El corrent total que ix és simplement el corrent de l'emissor, {\displaystyle I_{E}}. Així com en tots els dispositius elèctrics, el corrent que hi entra ha de ser igual al que surt, d'acord amb la llei de Kirchoff, per aquest motiu es pot afirmar el següent:
{\displaystyle I_{E}=I_{B}+I_{C}}